# Torre de Rectoría
La Torre de Rectoría es un edificio de la Ciudad Universitaria de la Universidad Nacional Autónoma de México (UNAM). Fue diseñada por Mario Pani, Enrique del Moral y Salvador Ortega con obras de David Alfaro Siqueiros. Está emplazada en el conjunto arquitectónico denominado Plaza de Rectoría. a un costado de la Biblioteca Central y el espacio denominado popularmente Las islas. Está considerada desde el 28 de junio del 2007 Patrimonio de la Humanidad por la Unesco Es el edificio administrativo principal de la UNAM y junto con la Biblioteca Central los dos más reconocidos de la Universidad.  

## Historia
Fue construida entre 1950 y 1952 como parte de la nueva Ciudad Universitaria.
Dada su naturaleza, el exterior del edificio recibe protestas y manifestaciones diversas de parte de la comunidad estudiantil de la UNAM, trabajadores y otros grupos sociales afines a la universidad. En 1968 en su explanada fue sede del histórico discurso del entonces rector Javier Barros Sierra, el 1 de agosto de 1968 ante unas 150 mil personas «Hoy es un día de luto para la universidad», en donde repudió los asesinatos de estudiantes en el Centro Histórico de la Ciudad de México a manos de la Policía de la Ciudad de México y el Ejército Mexicano.
En 1999 fue tomado por simpatizantes de la huelga estudiantil de ese año. El 24 de abril de ese año tres de ellos, Carlos Anaya, Oscar Carrillo y José Roberto Espinosa Rojas, alías «Roco» intervinieron el mural Las fechas en la historia de México o el derecho a la cultura cambiando la última fecha del mural, 19??, colocando 1999. El mural fue restaurado tras la toma del inmueble por la Policía Federal Preventiva el 6 de febrero de 2000. Las manifestaciones contra el acoso en la UNAM trajeron en 2019 una nueva intervención con papel y pintura, misma que fue retirada.
El 2 de octubre de 2018, a 50 años del movimiento estudiantil de 1968, fue proyectada en la torre la leyenda «68 nunca más» así como la Paloma de la paz atravesada por una bayoneta hecha por estudiantes de la Academia de San Carlos.

## Arquitectura

### Integración plástica
La torre de Rectoría siguió el principio de integración plástica prevaleciente en la época al incluir arte plástico como pinturas, murales y relieves dentro de las obras arquitectónicas. Las siguientes son las obras de David Alfaro Siqueiros incluidas en la torre:
- Nuevo Símbolo Universitario
- Las fechas en la historia de México o el derecho a la cultura
- El pueblo a la universidad, la universidad al pueblo